# Negasonic Teenage Warhead
Negasonic Teenage Warhead (no Brasil, Míssil Adolescente Megassônico) é o codinome de Ellie Phimister, uma personagem fictícia da Marvel Comics. Sua primeira aparição foi em New X-Men #115, em 2001, e recebeu seu codinome em homenagem a uma canção da banda Monster Magnet.

## História
Ellie era uma das alunas da classe de Emma Frost. Em um dos episódios, teve 15 vezes o mesmo sonho de que Genosha seria destruída e que todas as pessoas que lá estavam seriam exterminadas. Na classe, resolveu comentar este sonho com os colegas e, quase simultaneamente, sentinelas robôs selvagens liderados por Cassandra Nova invadiram a ilha e 16.000.000 de mutantes foram mortos. Devido à sua mutação de se transformar em diamante, Emma Frost foi a única sobrevivente, a Rainha Branca foi encontrada pelos X-Men Jean Grey e Fera, e entrou em coma profundo.

## Outras mídias
- Míssil Adolescente Megassônico aparece no filme Deadpool, interpretada por Brianna Hildebrand. Seus poderes na adaptação são centrados em criar explosões com o corpo, similar a outros mutantes como Nitro, para adequar ao codinome "Míssil".[2]